# Введенская Слобода
Введенская Слобода — село в Верхнеуслонском районе Татарстана. Административный центр Введенско-Слободского сельского поселения.

## География
Находится в западной части Татарстана на расстоянии приблизительно 15 км на запад от районного центра села Верхний Услон вблизи устья Свияги.

## История
Известно с 1557 года как Басурманская Слобода. В 1782-89 годах была построена Введенская церковь (ныне действует).

## Население
Постоянных жителей было в 1859 — 397, в 1897 — 354, в 1908 — 361, в 1926 — 519, в 1949 — 572, в 1958 — 272, в 1970 — 268, в 1979 — 191, в 1989 — 317. Постоянное население составляло 301 человек (русские 74 %) в 2002 году, 297 в 2010.

## Спорт
В селе расположен стрелковый комплекс, на котором проходят соревнования всероссийского и международного уровня по стендовой стрельбе. В том числе Чемпионат Европы 2010 и Универсиада 2013 года.